# Мост Тысячелетия (Подгорица)
Мост Тысячелетия (Мост Миллениум, серб. Мост Миленијум) — вантовый мост через реку Морача в Подгорице, Черногория.
Мост длиной 140 м был открыт 13 июля 2005 года и соединил бульвар Ивана Черноевича в центре Подгорицы с улицей 13 Июля в новом городе. Построен мост по проекту Младена Уличевича и обошёлся бюджету около 7 млн. евро. Мост Тысячелетия представляет собой вантовый мост с пилоном высотой 57 м над дорогой с 12 кабелями и 24 противовесами. Мост выразил современные дизайнерские решения - его внешний вид символизирует вхождение Черногории в 21 век, век технологий и прогресса.
Мост Миллениум - одна из главных туристических достопримечательностей Подгорицы и всей Черногории. 
Уникальное сооружение, соединившее Старый город Подгорицы с новыми районами, очень полюбилось горожанам. Несмотря на то, что мост построен совсем недавно, без него облик Подгорицы уже невозможно представить.  Находясь на мосту, можно любоваться окружающими живописными видами, а вечером у строения включается специальная подсветка.

Ванты моста

Ночная подсветка

⠀